# Apareiodon ibitiensis
Apareiodon ibitiensis är en fiskart som beskrevs av Amaral Campos, 1944. Apareiodon ibitiensis ingår i släktet Apareiodon och familjen Parodontidae. Inga underarter finns listade i Catalogue of Life.